# Говорушка листолюбивая
Под названием «говорушка сероватая» также часто понимается вид Clitocybe vibecina.
Говору́шка листолюби́вая, воскова́тая, или серова́тая (лат. Clitócybe phyllóphila) — вид грибов, включённый в род Говорушка (Clitocybe) семейства Рядовковые (Tricholomataceae).

## Описание

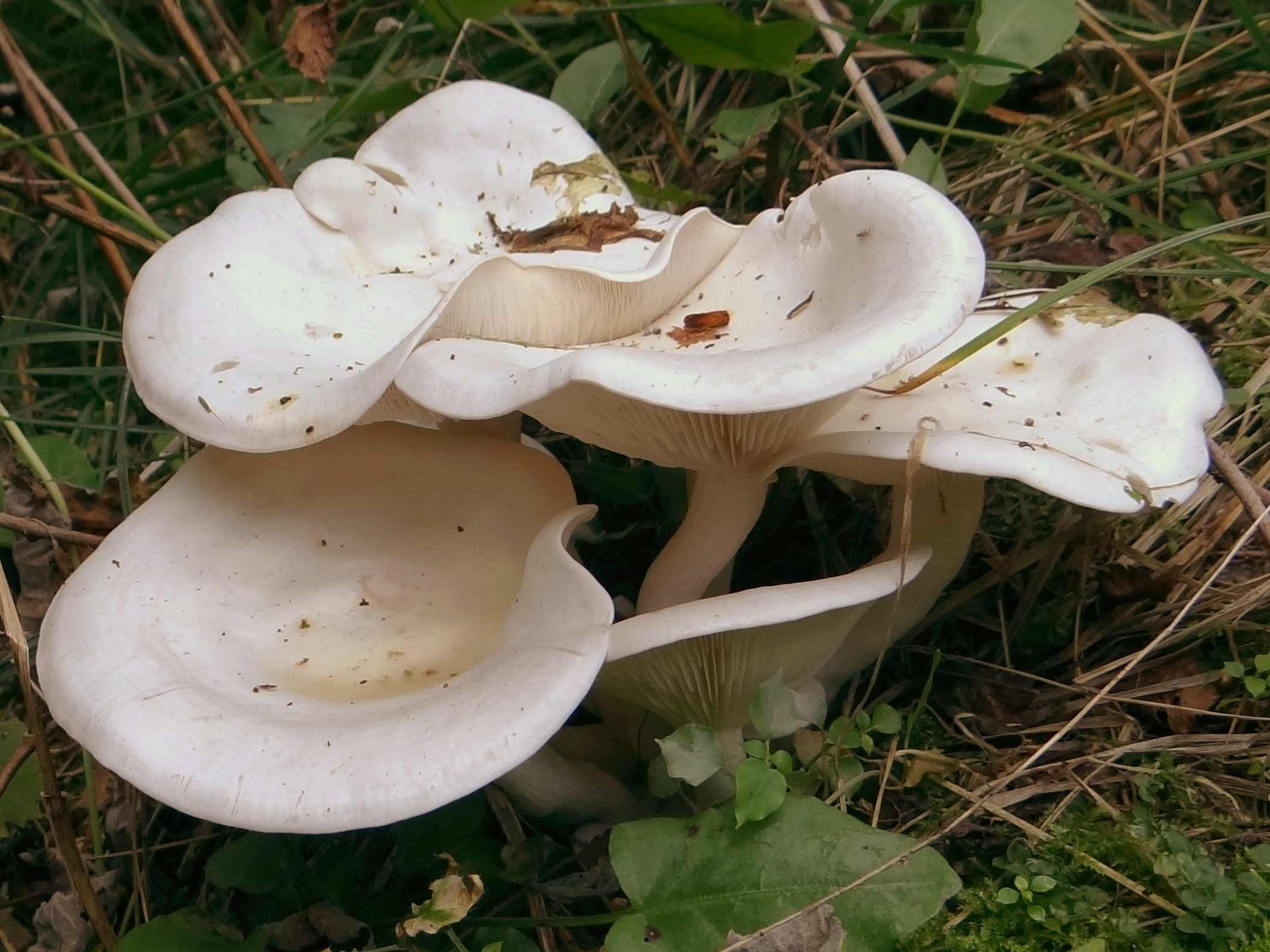

Мелких либо средних размеров наземный пластинчатый шляпконожечный гриб без покрывала. Шляпка взрослых грибов 2—9,5 (иногда до 11) см в диаметре, у молодых грибов плоско-выпуклая, затем плоская, с возрастом становится вдавленной и воронковидной, однако край длительное время подвёрнут. Поверхность беловатая или серовато-кремовая, часто с концентрическими более тёмными розовато-буроватыми зонами или пятнами, создающими впечатление «подмороженности» или восковатости, у старых грибов иногда растрескивающимися до чешуек. Пластинки гименофора частые, немного нисходящие на ножку, беловато-кремовые, иногда с буроватым или розоватым оттенком.
Мякоть беловатая, гигрофанная, во влажную погоду водянисто-кремовая, с сильным запахом, описываемым как мучной, травянистый или сладковатый. Вкус пресный до слабого неприятного.
Ножка до 3—7 см в длину, около 0,5—1,5 см в толщину, с ватной мякотью, затем полая, цилиндрическая, продольно-волокнистая, кремовая или беловатая.
Споровый отпечаток розовато-кремового цвета. Споры 4—5×3—3,5 мкм, широкоэллиптической формы, с гладкой поверхностью, цианофильные, при микроскопировании часто расположены группами по четыре. Базидии четырёхспоровые, 19—26×4—6 мкм. Хейлоцистиды отсутствуют. Кутикула шляпки — рыхлый кутис, гифы переплетённые, 2—6 мкм толщиной.
Один из самых ядовитых видов рода, содержащий высокие концентрации мускарина.

### Сходные виды
Наиболее близкий вид — Clitocybe dealbata (Sowerby) Gillet, 1874 — Говорушка выбеленная [syn.  Clitocybe rivulosa (Pers.) P.Kumm., 1871] — отличается меньшими размерами (шляпка 1—7 см в диаметре), обычным произрастанием среди травы на полянах и лугах (хотя в лесах изредка встречается), ацианофильными спорами, при микроскопировании обычно одиночными.

## Экология
Произрастает обычно довольно большими группами, часто тесными, либо образует ряды или «ведьмины кольца». Произрастает на гниющей листве и хвое в лесах. К определённому типу леса говорушка не приурочена. Широко распространена по Евразии, встречается с сентября до поздней осени.

## Синонимы
- Agaricus cerussatus Fr., 1821
- Agaricus phyllophilus Pers., 1801basionym
- Agaricus pithyophilus Secr. ex Fr., 1838
- Clitocybe cerussata (Fr.) P.Kumm., 1871
- Clitocybe cerussata var. pithyophila (Secr. ex Fr.) J.E.Lange, 1935
- Clitocybe phyllophila var. fusispora Raithelh., 1970
- Clitocybe phyllophila var. tenuis Harmaja, 1969
- Clitocybe pithyophila (Secr. ex Fr.) Gillet, 1874
- Lepista phyllophila (Pers.) Harmaja, 1976
- Omphalia cerussata (Fr.) Quél., 1886
- Omphalia phyllophila (Pers.) Quél., 1886
- Omphalia phyllophila var. pithyophila (Secr. ex Fr.) Quél., 1886